# Ольшанська селищна рада
Ольша́нська се́лищна ра́да — адміністративно-територіальна одиниця та орган місцевого самоврядування в Миколаївському районі Миколаївської області. Адміністративний центр — селище міського типу Ольшанське.

## Загальні відомості
- Населення ради: 5 319 осіб (станом на 2001 рік)

## Населені пункти
Селищній раді підпорядковані населені пункти:
- смт Ольшанське
- с. Сапетня
- с. Тернувате
- с-ще Ясна Зоря

## Склад ради
Рада складається з 30 депутатів та голови.
- Голова ради: Новак Сергій Володимирович
- Секретар ради: Скурихіна Юлія Миколаївна

### Керівний склад попередніх скликань
| Прізвище, ім'я, по батькові | Основні відомості                                                        | Дата обрання | Дата звільнення |
| --------------------------- | ------------------------------------------------------------------------ | ------------ | --------------- |
| Квас Іван Петрович          | Селищний голова, 1944 року народження, член Народної партії              | 26.03.2006   | 31.10.2010      |
| Новак Сергій Володимирович  | Селищний голова, 1961 року народження, освіта вища, член Партії регіонів | 31.10.2010   |                 |

Примітка: таблиця складена за даними сайту Верховної Ради України

### Депутати
За результатами місцевих виборів 2010 року депутатами ради стали:

#### За суб'єктами висування
| Суб'єкт висування            | Кількість обраних депутатів | %    |
| ---------------------------- | --------------------------- | ---- |
| Партія регіонів              | 20                          | 66,7 |
| Самовисування                | 5                           | 16,7 |
| Комуністична партія України  | 3                           | 10   |
| Соціалістична партія України | 2                           | 6,7  |

#### За округами
| № округу                     | Прізвище, ім'я, по батькові         | Дата визнання обраним | Освіта             | Партійна приналежність             | Відомості про обраного депутата          |
| ---------------------------- | ----------------------------------- | --------------------- | ------------------ | ---------------------------------- | ---------------------------------------- |
| Комуністична партія України  |                                     |                       |                    |                                    |                                          |
| 8                            | Іванова Наталія Вікторівна          | 05.11.2010            | середня            | позапартійна                       | тимчасово не працює                      |
| 16                           | Мотуз Анатолій Миколайович          | 05.11.2010            | середня спеціальна | член Комуністичної партії України  | пенсіонер                                |
| 28                           | Дудніченко Анатолій Яковлевич       | 30.04.2013            | середня            | член Комуністичної партії України  | пенсіонер                                |
| Партія регіонів              |                                     |                       |                    |                                    |                                          |
| 1                            | Кузнецов Сергій Михайлович          | 05.11.2010            | середня            | член Партії регіонів               | Охоронець, пат Югцемент                  |
| 2                            | Прищенко Олег Олександрович         | 05.11.2010            | вища               | член Партії регіонів               | Гол-спец, упр. Вет.мед.                  |
| 3                            | Шелегей Юлія Івановна               | 05.11.2010            | вища               | член Партії регіонів               | Землевпорядник, селищна рада             |
| 4                            | Дзюба Віталій Миколайович           | 05.11.2010            | вища               | член Партії регіонів               | пенсіонер                                |
| 6                            | Будикін Сергій Вікторович           | 05.11.2010            | вища               | член Партії регіонів               | Зав.ветиринарпункта, Ольшанске ринок     |
| 7                            | Кириченко Людмила Іванівна          | 05.11.2010            | вища               | член Партії регіонів               | Зав. концеляр, о. В.К-53                 |
| 9                            | Чепіженко Надія Євгенівна           | 05.11.2010            | середня            | член Партії регіонів               | Контролер, РЕС                           |
| 10                           | Гантковський Анатолій Володимирович | 05.11.2010            | середня            | член Партії регіонів               | тимчасово не працює                      |
| 11                           | Друзь Олена Олександрівна           | 05.11.2010            | вища               | член Партії регіонів               | загальноосвітня школа I-III ст., вчитель |
| 12                           | Чабанюк Світлана Володимирівна      | 05.11.2010            | вища               | член Партії регіонів               | МРЦСССДМ, провідний спец.                |
| 13                           | Данилюк Дмитро Панасович            | 05.11.2010            | середня            | член Партії регіонів               | пенсіонер                                |
| 17                           | Розгребенська Надія Пилипівна       | 05.11.2010            | вища               | член Партії регіонів               | Югцемент, художній керівник              |
| 18                           | Кас'янов Олег Володимирович         | 05.11.2010            | вища               | член Партії регіонів               | Майстер, ПАТ Югцемент                    |
| 19                           | Красноглазова Наталія Миколаївна    | 05.11.2010            | середня спеціальна | член Партії регіонів               | тимчасово не працює                      |
| 21                           | Коврига Ігор Валентинович           | 05.11.2010            | вища               | член Партії регіонів               | Головний інженер, «Добробут С»           |
| 22                           | Гангур Іван Іванович                | 05.11.2010            | вища               | член Партії регіонів               | Священик, с. Терновате                   |
| 24                           | Кисєльов Андрій Володимирович       | 05.11.2010            | вища               | член Партії регіонів               | ЧП «Кисельов»                            |
| 27                           | Пшенічников Віктор Олександрович    | 05.11.2010            | вища               | член Партії регіонів               | пенсіонер                                |
| 29                           | Сурихіна Юлія Миколаївна            | 05.11.2010            | вища               | член Партії регіонів               | Селищна рада, секретар рада              |
| 30                           | Коваленко Станіслав Юрійович        | 05.11.2010            | середня            | член Партії регіонів               | пенсіонер                                |
| Соціалістична партія України |                                     |                       |                    |                                    |                                          |
| 15                           | Штейник Петро Іванович              | 05.11.2010            | середня            | член Соціалістичної партії України | пенсіонер                                |
| 26                           | Подбой Оксана Леонідівна            | 05.11.2010            | вища               | позапартійна                       | Старший-слідчий, Миколаївський РВУМВС    |
| Самовисування                |                                     |                       |                    |                                    |                                          |
| 5                            | Семененко Віталій Анатолійович      | 05.11.2010            | середня спеціальна | позапартійний                      | Молодший інспектор, о. В.К-53            |
| 14                           | Молчанова Світлана Вікторівна       | 05.11.2010            | вища               | позапартійна                       | в.о. директор, Ольшанськ ЗОШ             |
| 20                           | Хомик Іван Миколаївич               | 05.11.2010            | середня спеціальна | позапартійний                      | Оператор, ВАТ УКРТРАНСНАФТА              |
| 23                           | Черник Оксана Валеріївна            | 05.11.2010            | вища               | член Партії регіонів               | Зав. клубом, тернуватський клуб          |
| 25                           | Медведєв Ігор Павлович              | 30.04.2013            | вища               | член Партії регіонів               | Ольшанський будинок культури, директор   |